# Joseph-François Rabanis
Joseph-François Rabanis (Chambéry, 11 februari 1801 – Parijs, 13 november 1860) was een Frans historicus.

## Leven
Hij was professor aan de Faculté des Lettrés van de Université de Bordeaux en voorzitter van de Comission des Monuments historiques de la Gironde.
In zijn bekendste werk Les Mérovingiens d’Aquitaine uit 1856 toonde hij aan, dat de Charte d'Alaon, die de afstamming van de familie van hertog Odo van Aquitanië – en daarmee van een heel aantal adellijke families van Zuidwest-Frankrijk – van de Merovingers zou aantonen, een vervalsing uit de 17e eeuw is. Zijn navorsing bracht aan het licht dat wat tot dan toe als vaststaande feiten over de geschiedenis van Gascogne en het koninkrijk Navarra werd beschouwd, verkeerd was.

## Werken
- Saint-Paulin de Nôle (fragment d'histoire de Bordeaux), in Actes de l'Academie Nationale des Sciences Belles-Lettres et Arts de Bordeaux, I.1, 1839, pp. 157-182.
- Documents extraits du cartulaire de l'abbaye de la Seauve, sur le prieuré d'Exea en Aragon, in Actes de l'Academie Nationale des Sciences Belles-Lettres et Arts de Bordeaux, I.2, 1839, pp. 313-330.
- Recherches sur les Dendrophores et sur les corporations Romains en général, 1841.
- Notice sur Florimont, sire de Lesparre, suivie d’un précis historique sur cette seigneurie, 1843.
- (ed.), Itinéraire de Clément V pendant l'année qui précède son avènement au Saint-Siège, 1850.
- Les Mérovingiens d’Aquitaine, essai historique et critique sur la charte d’Alaon, 1856.
- Clément V et Philippe-le-Bel : lettre à M. Charles Daremberg sur l'entrevue de Philippe-le-Bel et de Bertrand de Got à Saint-Jean d'Angéli ; suivie du Journal de la visite pastorale de Bertrand de Got dans la province ecclésiastique de Bordeaux en 1304 et 1305, 1858.
- Administration municipale et institutions judiciaires de Bordeaux pendant le moyen âge, in Revue historique de droit français et étranger 7 (1861), pp. 461-522.